# Sport spectacle
Un sport spectacle, ou sport à spectateurs, est une discipline sportive très médiatisée.

## Caractéristiques
Le sport spectacle se caractérise par ses importants revenus. Les sportifs sont professionnels et ont des fans. Le sport spectacle peut être manié par les gouvernements dans un but nationaliste, montrant la supériorité d'une équipe nationale.
Le spectacle sportif est diffusé de plusieurs façons. On y retrouve par exemple les fan zones et écrans géants collectifs, la diffusion télévisée ou sur Internet, et les places en personne dans les stades. Le pari sportif y est répandu.
Les disciplines du sport spectacle incluent le football, le rugby, la boxe, le basket-ball, le hockey et les arts martiaux mixtes,. Le tennis peut aussi l'être, par exemple pendant Roland Garros.

## Critiques
Le sport spectacle est déjà cible de critiques en 1949.

### Dérives
Le sport spectacle est accusé de faire passer les profits au-dessus de l'esprit sportif. Le cas de compétitions sportives dont l'organisation mène à des violences sur les travailleurs migrants ou à la destruction de l'environnement est cité. L'importance des paris sportifs peut causer des scandales sur les matchs truqués, avec ou sans implication d'organisations mafieuses comme dans le cas Totonero.
L'objectif du sport de haut niveau est parfois considéré comme trahi par le sport spectacle, où les exigences du public peuvent contredire l'envie de se dépasser. Ce besoin d'impressionner est considéré comme très propice au dopage ou au trucage de matches. Le dopage financier (injection massive de fonds provenant de sources non sportives dans des clubs) pose le même type de problème.

### Inégalités de médiatisation
Dans les années 1980, les médias sportifs commencent à dépendre fortement de la télévision, des entreprises sponsors et du milieu sportif lui-même, ce qui mène à une couverture hégémonique des sports déjà très médiatisés. Ainsi, certaines disciplines se retrouvent complètement laissées de côté malgré de très bonnes performances locales ou nationales, comme l'équipe de kayak française souvent championne du monde et très rarement mise en avant dans les médias.